# Brlog (gmina Velike Lašče)
Brlog – wieś w Słowenii, w gminie Velike Lašče. W 2018 roku liczyła 6 mieszkańców.